# Atlas (rakieta nośna)

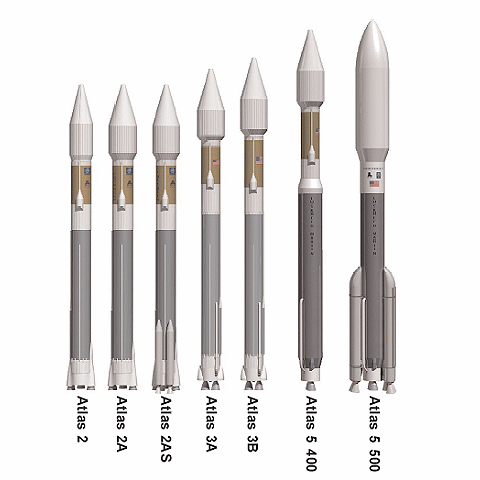
Nowsze rakiety z rodziny Atlas

Atlas – seria amerykańskich rakiet kosmicznych o średnicy 3,05 m (10 stóp lub 3,81 m (12,5 stóp) tylko Atlas V) konstruowanych przez firmę Lockheed Martin. Początkowo zaprojektowane jako międzykontynentalne pociski balistyczne, rodzina rakiet Atlas służy do dziś jako rakieta nośna dla ładunków cywilnych i wojskowych. Rakiety z tej serii służyły także do wynoszenia załogowych statków kosmicznych typu Mercury, oraz sond programów Pioneer, Mariner, Ranger, Surveyor i Lunar Orbiter, a także nowoczesnych sond takich jak MRO, LRO/LCROSS, Juno, New Horizons i Curiosity.

## Współcześnie latające rakiety Atlas
- Atlas V (2002–dziś)

## Historyczne warianty rakiety Atlas
- Atlas B
- Atlas C Able
- Atlas D Able
- Atlas D
- Atlas Agena
- Atlas Centaur
- Atlas I (1990–1997)
- Atlas II (1991–2004)
- Atlas III (2000–2005)